# O Anjo Nasceu
'O Anjo Nasceu' é um filme brasileiro de 1969, do gênero drama, dirigido por Júlio Bressane. O filme ficou muitos anos interditado pela censura por suas conotações ideológicas.[carece de fontes?] Em novembro de 2015 o filme entrou na lista feita pela Associação Brasileira de Críticos de Cinema (Abraccine) dos 100 melhores filmes brasileiros de todos os tempos.

## Sinopse
Dois bandidos rústicos e místicos cometem seus crimes na crença de que assim mais depressa lhes chegará a salvação através de um anjo.

## Elenco
- Hugo Carvana
- Milton Gonçalves...Urtiga
- Norma Bengell
- Carlos Guima
- Maria Gladys
- Neville d'Almeida[3]